# Eugenes spectabilis
Colibri de la Talamanca, Colibri admirable
Espèce
Synonymes
- Eugenes fulgens spectabilis (Lawrence, 1867)[2]

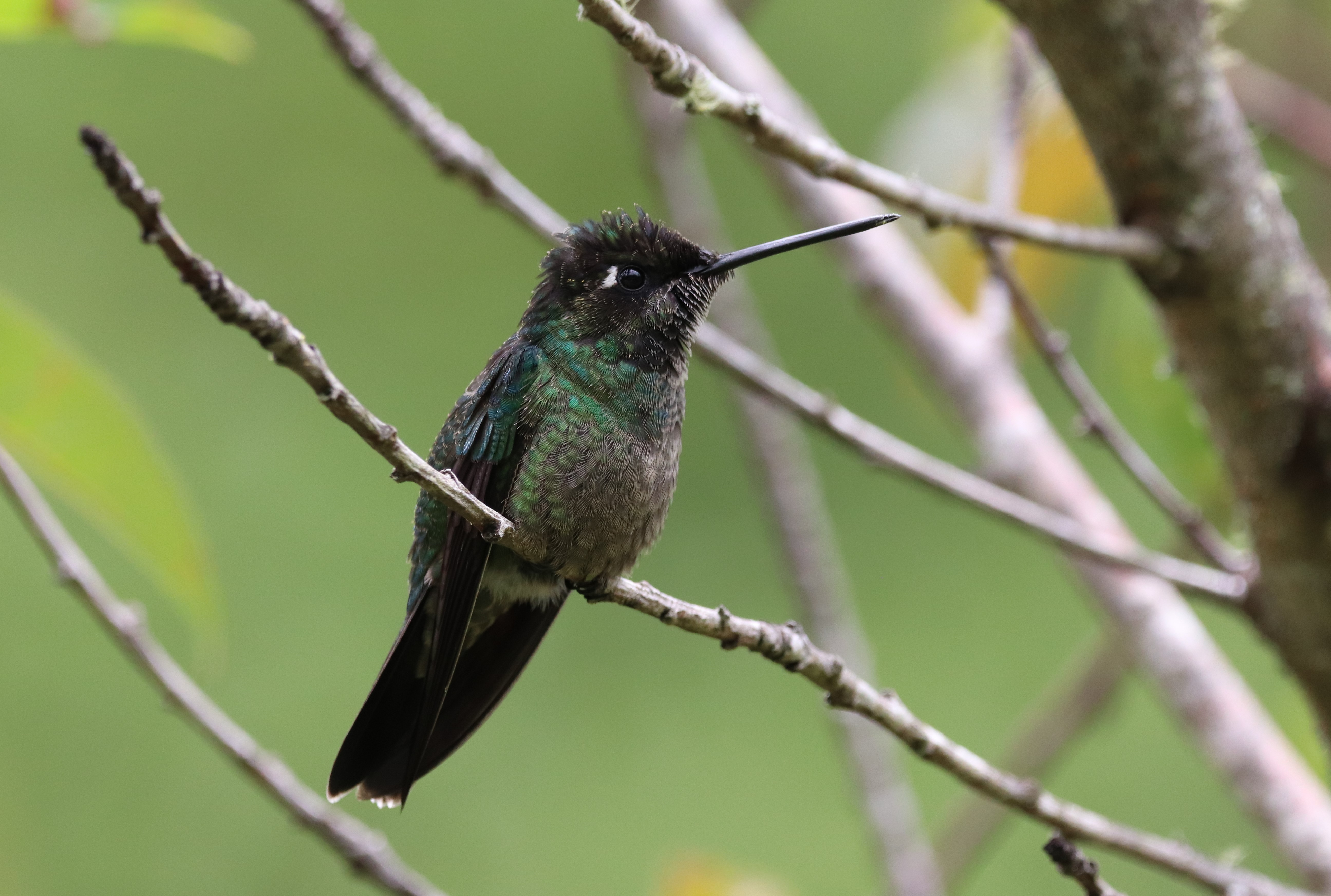
Colibri admirable juv, Costa Rica

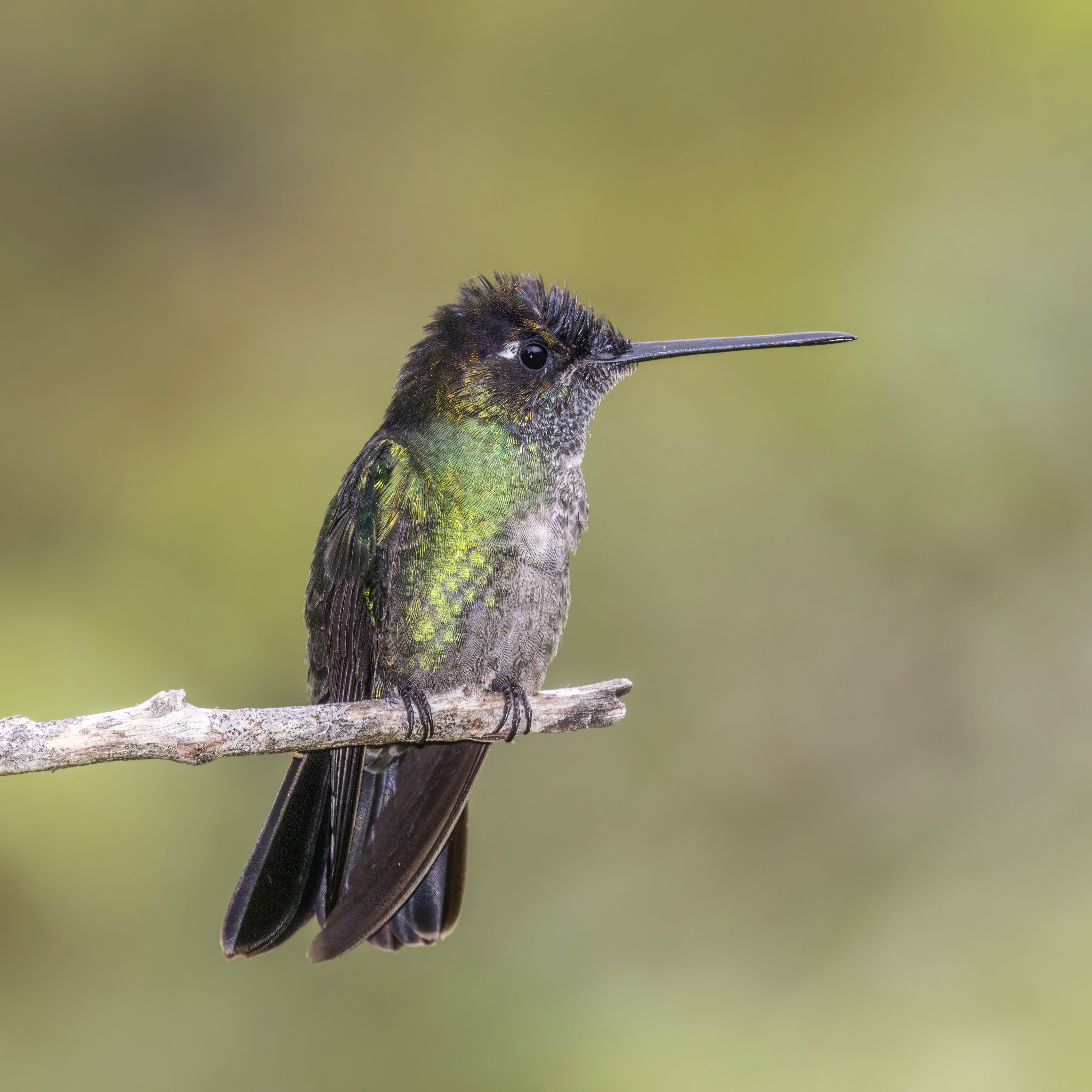
Eugenes spectabilis mâle, au Costa Rica. Mai 2019.

Eugenes spectabilis, le Colibri de la Talamanca ou Colibri admirable,  est une espèce de colibris récemment différenciée du Colibri de Rivoli.
Comme son nom l'indique, il se répand à travers la cordillère de Talamanca (Costa Rica et Panama).